# Massacre de Haditha

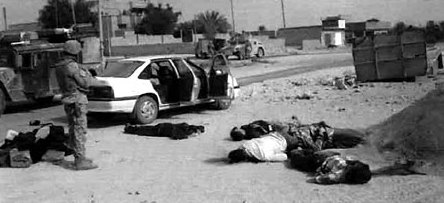
Uma fotografia tirada na cena do incidente de Hadita mostrando vários civis iraquianos mortos, que foram assassinados por fuzileiros navais estadunidenses.

Massacre de Hadita (também chamado de incidente de Hadita) ocorreu em 19 de novembro de 2005 quando um grupo de fuzileiros navais dos Estados Unidos assassinaram 24 civis iraquianos desarmados. As mortes ocorreram em Hadita, uma cidade na província de Al Anbar, no oeste do Iraque. Entre os mortos estavam homens, mulheres, crianças e idosos, que foram baleados várias vezes a curta distância enquanto desarmados. Foi alegado que os assassinatos ocorreram como retaliação pelo ataque a um comboio de fuzileiros navais com um artefato explosivo improvisado que matou o Anspeçada Miguel Terrazas.
Um comunicado inicial do Corpo de Fuzileiros Navais informou que quinze civis foram mortos pela explosão de uma bomba e oito insurgentes foram posteriormente mortos quando os fuzileiros navais retornaram fogo contra os que atacavam o comboio. No entanto, evidências descobertas pela mídia contradizem o relato dos fuzileiros navais. Os questionamentos de um repórter da revista Time levaram os militares dos Estados Unidos a abrirem uma investigação sobre o incidente. A investigação encontrou evidências que "apoiam as acusações de que fuzileiros navais dos Estados Unidos deliberadamente atiraram em civis", segundo um oficial anônimo do Pentágono. Três oficiais foram oficialmente repreendidos por não relatar e investigar apropriadamente as mortes. Em 21 de dezembro de 2006, oito fuzileiros navais foram acusados em conexão com o incidente.
Em 17 de junho de 2008, seis réus tiveram seus casos arquivados e um sétimo foi inocentado. A exceção foi o ex-sargento, agora-soldado Frank Wuterich. Em 3 de outubro de 2007, o oficial investigador recomendou que Wuterich fosse julgado por homicídio por negligência nas mortes de duas mulheres e cinco crianças, e que as acusações de assassinato deveriam ser arquivadas. Outras acusações de agressão e homicídio culposo foram finalmente retiradas, e Wuterich foi condenado por uma única acusação de negligência por descumprimento do dever em 24 de janeiro de 2012. Wuterich recebeu um rebaixamento de patente e redução do salário, mas evitou a prisão. Os iraquianos expressaram descrença e indignação depois que o processo de seis anos contra os militares estadunidenses foi encerrado com nenhum dos fuzileiros navais sendo condenados à prisão. Um advogado das vítimas afirmou: "Isto é uma agressão à humanidade"; ele, assim como o governo iraquiano, declararam que poderiam levar o caso aos tribunais internacionais.